# اخلاق گذرراه

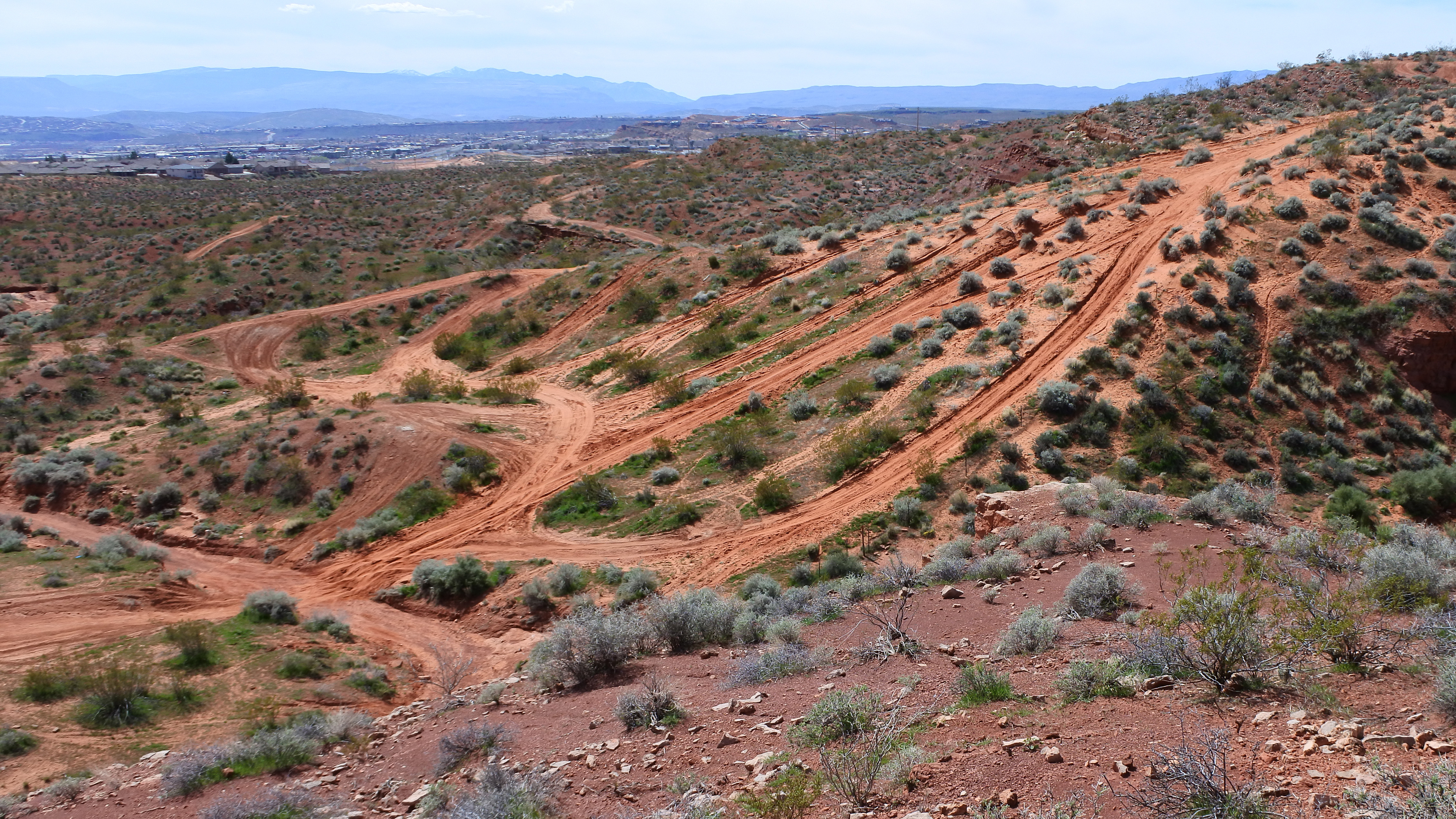
برخورد خودروهای مسابقات آفرود در جنوب غربی یوتا.

اخلاق گذرراه (به انگلیسی: Trail ethics) به مجموعه‌ای از اصول و هنجارهای اخلاقی اطلاق می‌شود که رفتار کوهنوردان و عابران مسیرهای طبیعی را در گذرراه‌های عمومی سامان‌دهی می‌کند. این اصول با هدف حفظ تعادل میان استفادهٔ انسان از طبیعت و صیانت از محیط‌زیست، به‌ویژه در مناطق حساس اکولوژیکی، طراحی شده‌اند. اخلاق گذر به دلیل تأکید بر تعامل آگاهانه و محترمانه میان انسان و طبیعت، در بسیاری از جنبه‌ها با اخلاق زیست‌محیطی و حتی حقوق بشر هم‌راستا است. سازمان‌ها، نهادهای دولتی و گروه‌های مردم‌نهاد بسیاری در راستای ترویج این فرهنگ، فعالیت و مشارکت دارند.
عابران پیاده، کسانی که سگ‌هایشان را برای پیاده‌روی بیرون می‌برند، کوهنوردان، پیاده‌گردها، کوله‌گردها، دوچرخه‌سواران کوهستان، سوارکاران، شکارچیان و بازیکنان مسابقات آف‌رود همه و همه افرادی هستند که هنگام عبور از یک گذر یا گذرگاه باید به این اصول اخلاقی پایبند باشند.

## آداب معاشرت

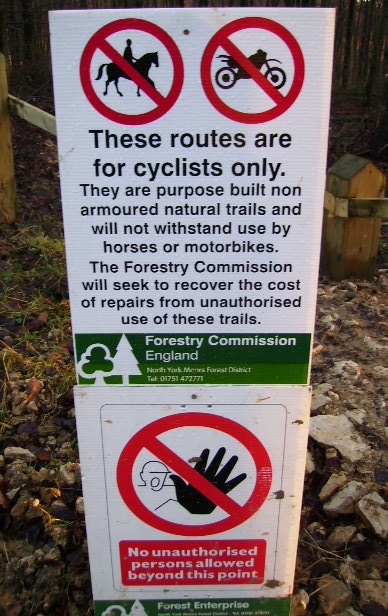
گاهی ممکن است بین انواع مختلف عابران یک گذر یا گذرگاه، اختلافاتی ایجاد شود. برای جلوگیری از این اختلافات، آداب معاشرتی طراحی شده است.

در گذرگاه‌ها و مسیرهای طبیعی که توسط انواع مختلفی از کاربران نظیر کوهنوردان، دوچرخه‌سواران، سوارکاران و گردشگران مورد استفاده قرار می‌گیرد، گاهی اختلافاتی بر سر نحوهٔ استفاده از فضا یا اولویت عبور پدید می‌آید. به منظور کاهش تنش‌ها و پیشگیری از بروز ناهنجاری‌های رفتاری، مجموعه‌ای از آداب و قواعد اجتماعی با عنوان «آداب معاشرت گذر» تدوین شده است که رعایت آن‌ها نه‌تنها ضامن حفظ آرامش جمعی، بلکه در جهت حفاظت از محیط زیست و منابع طبیعی نیز مؤثر است.
برای نمونه، در مسیرهای شیب‌دار، در بسیاری از مناطق طبیعی رسم بر آن است که گروه‌هایی که به سمت بالا حرکت می‌کنند، از حق تقدم برخوردار باشند. این قاعده مبتنی بر ملاحظات فیزیکی و تلاش مضاعف افرادی است که در حال صعود هستند. همچنین، به منظور حفظ سکوت و آرامش محیط طبیعی، توصیه می‌شود که عابران مسیر از ایجاد صداهای بلند همچون فریاد زدن، پخش موسیقی یا مکالمه‌های بلند با تلفن همراه خودداری کنند، چراکه چنین رفتارهایی ممکن است حیات‌وحش را برهم زند یا تجربهٔ دیگر عابران را مختل کند.
یکی دیگر از اصول مهم در اخلاق گذر، خودداری از آسیب زدن به بستر طبیعی است. کاربران موظف‌اند تنها در مسیرهای تعیین‌شده حرکت کرده، از قدم‌گذاشتن بر گیاهان یا ترک مسیرهای پایدار اجتناب کنند. همچنین، چیدن گل‌ها، تغذیهٔ حیوانات وحشی، و رهاسازی زباله‌ها رفتاری ناپسند و مغایر با اصول حفاظت از محیط‌زیست به‌شمار می‌رود. در همین راستا، جنبش جهانی رد پایی از خود به جا نگذار دستورالعمل‌هایی را برای حرکت کم‌اثر در طبیعت ارائه می‌دهد که در آن آمده است: «چیزی جز ردپا به‌جا نگذارید؛ چیزی جز عکس برندارید؛ چیزی جز زمان را از بین نبرید؛ چیزی جز خاطره باقی نگذارید».
طبق عرف رایج، دوچرخه‌سواران باید به کوهنوردان و سوارکاران راه دهند و کوهنوردان نیز در برابر سوارکاران حق تقدم ندارند. این قواعد به ایجاد هماهنگی، امنیت و همزیستی مسالمت‌آمیز در فضاهای طبیعی کمک شایانی می‌کنند.

## گذرها در مناطق شهری

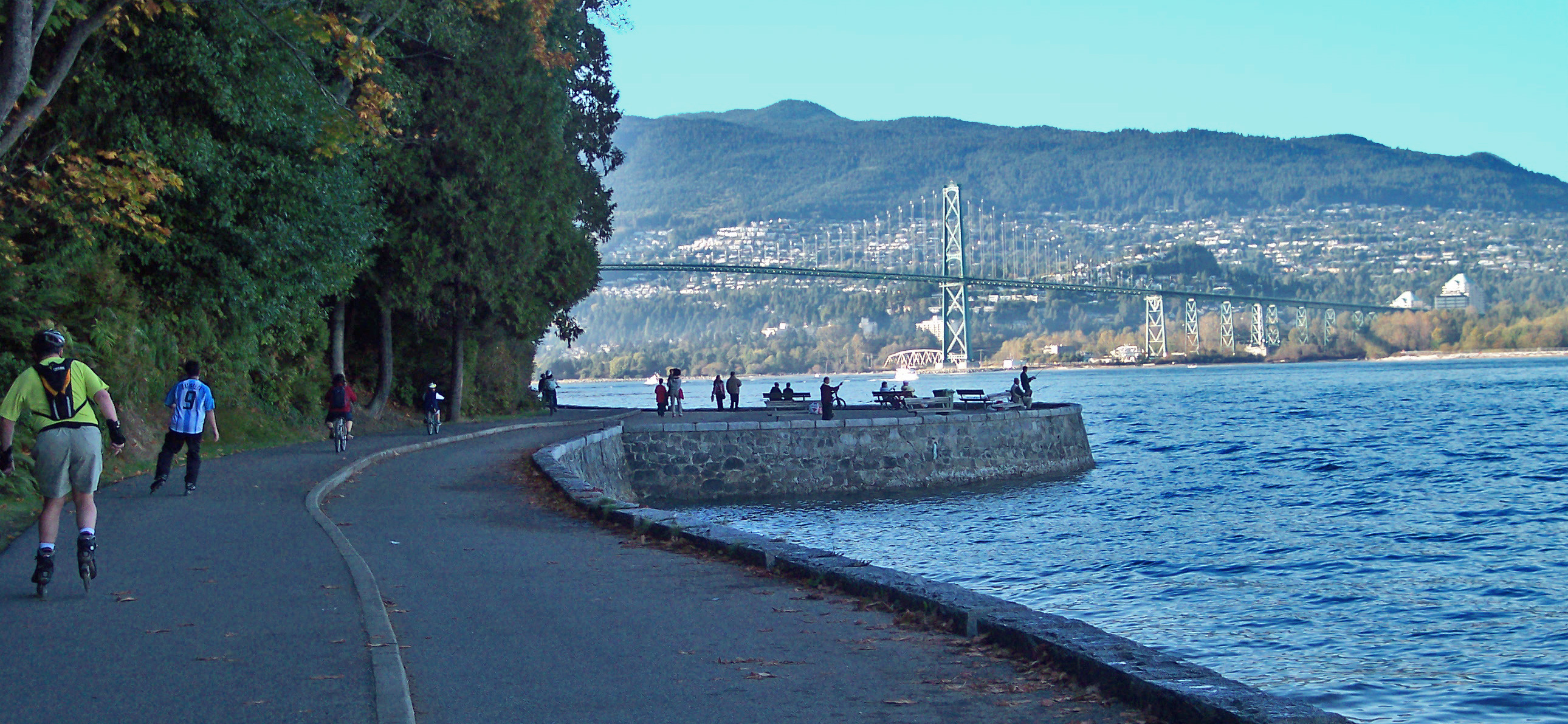
مسیر دیوار دریایی پارک استنلی، ونکوور، بریتیش کلمبیا که به گونه‌ای تقسیم شده است که اسکیت‌بازان و پیاده‌روی‌کنندگان را از هم جدا کند.

برخی از شهرها برای افزودن مسیرهایی برای عابران پیاده و دوچرخه‌سواران تلاش کرده‌اند. این امر می‌تواند میزان ترافیک وسایل نقلیه را در مناطق شلوغ شهری کاهش دهد و بازدید از مناطق مرکز شهر را دلپذیرتر کند. وقتی مسیری توسط افرادی که با سرعت‌های مختلف مانند عابران پیاده، دوندگان و دوچرخه‌سواران در حال حرکت هستند استفاده می‌شود و آداب معاشرت مناسب رعایت نمی‌شود، می‌تواند مشکلاتی ایجاد کند.

## ماشین‌های مسابقات آف‌رود
در ایالات متحده، استفاده از خودروهای آفرود در زمین‌های عمومی توسط برخی از اعضای دولت و سازمان‌های زیست‌محیطی از جمله باشگاه سیرا و انجمن طبیعت‌گردی مورد انتقاد قرار گرفته است. آنها به پیامدهای متعددی از استفادهٔ غیرقانونی از ماشین‌های مسابقات آف‌رود مانند آلودگی، آسیب به گذرها، فرسایش، دگرگونی زمین، انقراض احتمالی گونه‌ها، و تخریب زیستگاه اشاره کرده‌اند که می‌تواند مسیرهای پیاده‌روی را غیرقابل عبور کند. طرفداران مسابقات آف‌رود استدلال می‌کنند که استفادهٔ قانونی تحت دسترسی برنامه‌ریزی‌شده همراه با تلاش‌های متعدد گروه‌های مسابقات آف‌رود برای حفاظت از محیط زیست و گذرها، این مشکلات را کاهش خواهد داد. گروه‌هایی مانند ائتلاف روبان آبی از طرح به آرامی گام بردار! حمایت می‌کنند که به معنای استفادهٔ مسئولانه از زمین‌های عمومی مورد استفاده برای فعالیت‌های خارج از جاده است.